# Vale de Abondance
O vale de Abondance fica no Chablais Saboiardo e é percorrido pela ribeira Dranse de Abondance que é um afluente do rio Dranse que irá desaguar no lago Lemano junto a Thonon-les-Bains. O seu nome provém da cidade de Abondance que é o chef-lieu desse  cantão francês na Alta Saboia.
Com um comprimento de 25 km, estende-se entre Chevenoz e Châtel, e está localizado no departamento francês da Alta Saboia na região de Ródano-Alpes, França.

## Abadia
A Abadia de Abondance é um monumento que em 1875 foi o primeiro a ser classificado como edifício saboiardo  a título de monumento histórico.

## Localidades
As localidades principais deste vale são: Abondance, Bonnevaux, La Chapelle-d'Abondance e Châtel.